# Schoenorchis
Schoenorchis är ett släkte av orkidéer. Schoenorchis ingår i familjen orkidéer.

## Taxonomi

### Arter
Schoenorchis har 28 accepterade arter:
- Schoenorchis aurea (Ridl.) Garay
- Schoenorchis brevirachis Seidenf.
- Schoenorchis buddleiflora (Schltr. & J.J.Sm.) J.J.Sm.
- Schoenorchis endertii (J.J.Sm.) Christenson & J.J.Wood
- Schoenorchis fragrans (C.S.P.Parish & Rchb.f.) Seidenf. & Smitinand
- Schoenorchis gemmata (Lindl.) J.J.Sm.
- Schoenorchis hangianae Aver. & Duy
- Schoenorchis jerdoniana (Wight) Garay
- Schoenorchis juncifolia Reinw. ex Blume
- Schoenorchis manilaliana M.Kumar & Sequiera
- Schoenorchis micrantha Reinw. ex Blume
- Schoenorchis minutiflora (Ridl.) J.J.Sm.
- Schoenorchis nivea (Lindl.) Schltr.
- Schoenorchis pachyacris (J.J.Sm.) J.J.Sm.
- Schoenorchis pachyglossa (Lindl.) Garay
- Schoenorchis paniculata Blume
- Schoenorchis phitamii Aver.
- Schoenorchis sarcophylla Schltr.
- Schoenorchis scolopendria Aver.
- Schoenorchis secundiflora (Ridl.) J.J.Sm.
- Schoenorchis seidenfadenii Pradhan
- Schoenorchis smeeana (Rchb.f.) Jalal, Jayanthi & Schuit.
- Schoenorchis subulata (Schltr.) J.J.Sm.
- Schoenorchis sumatrana J.J.Sm.
- Schoenorchis tatonii Aver.
- Schoenorchis tixieri (Guillaumin) Seidenf.
- Schoenorchis tortifolia (Jayaw.) Garay
- Schoenorchis vanoverberghii Ames

## Bildgalleri

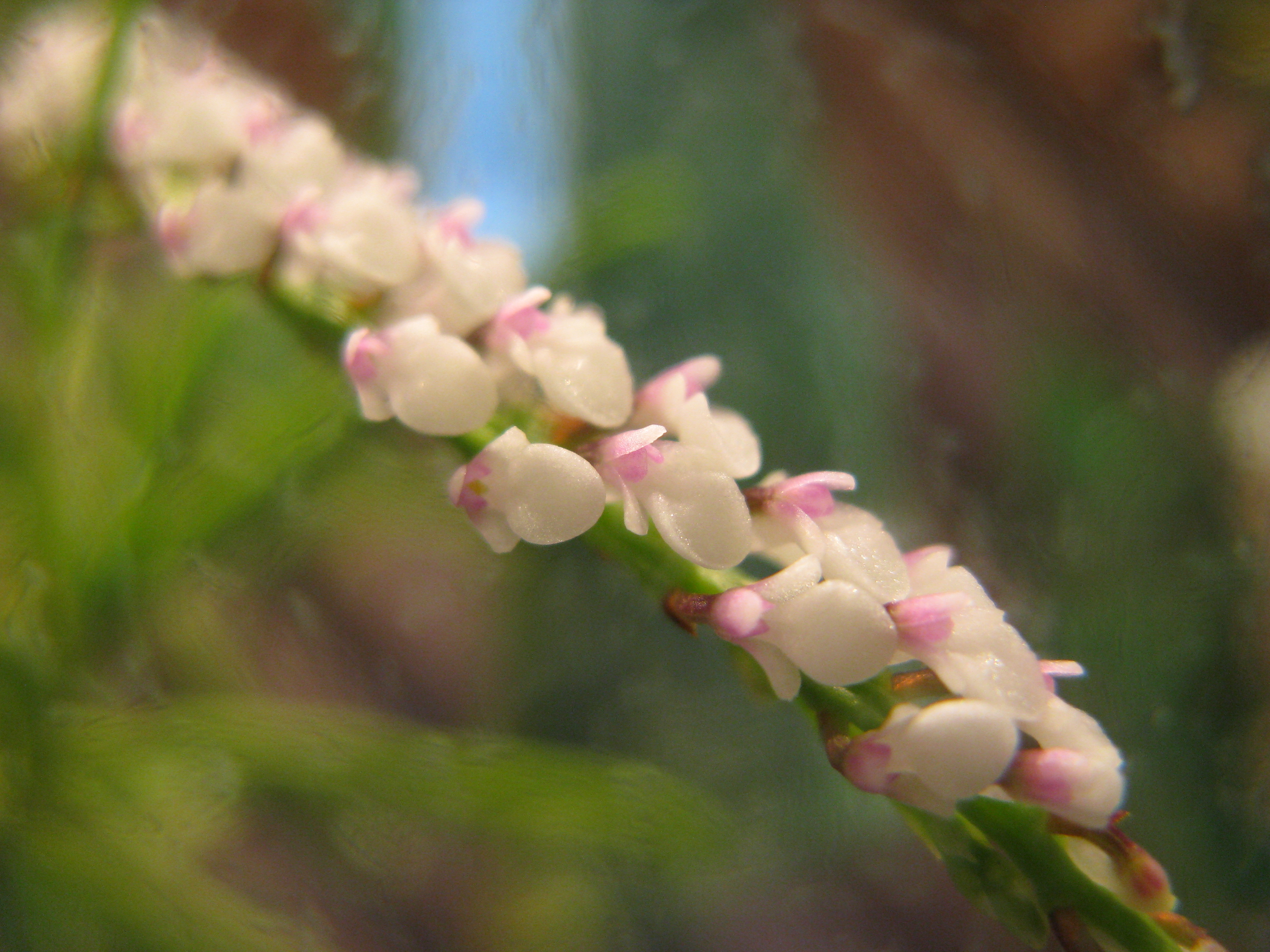
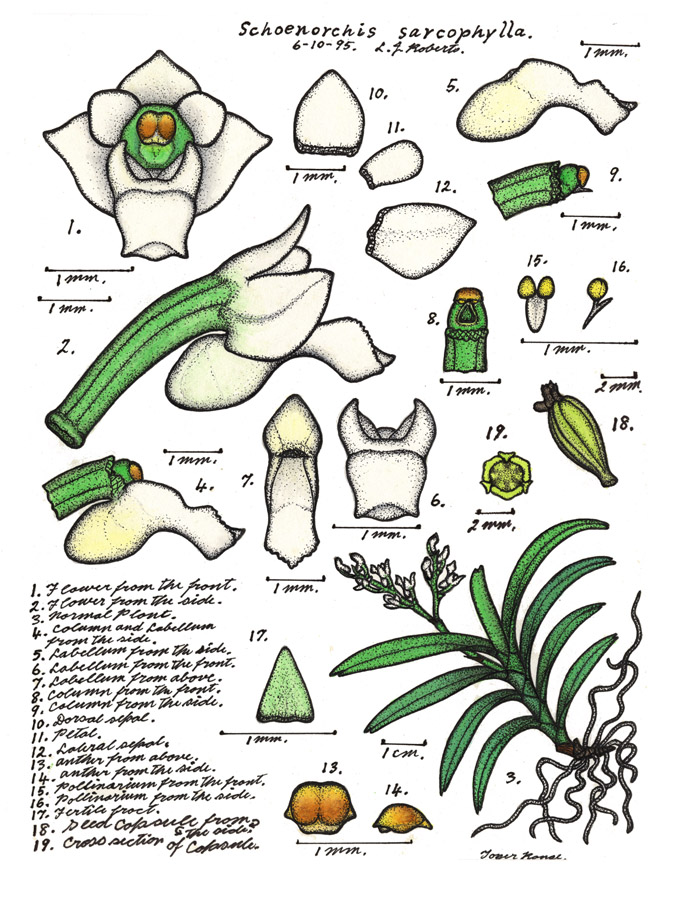
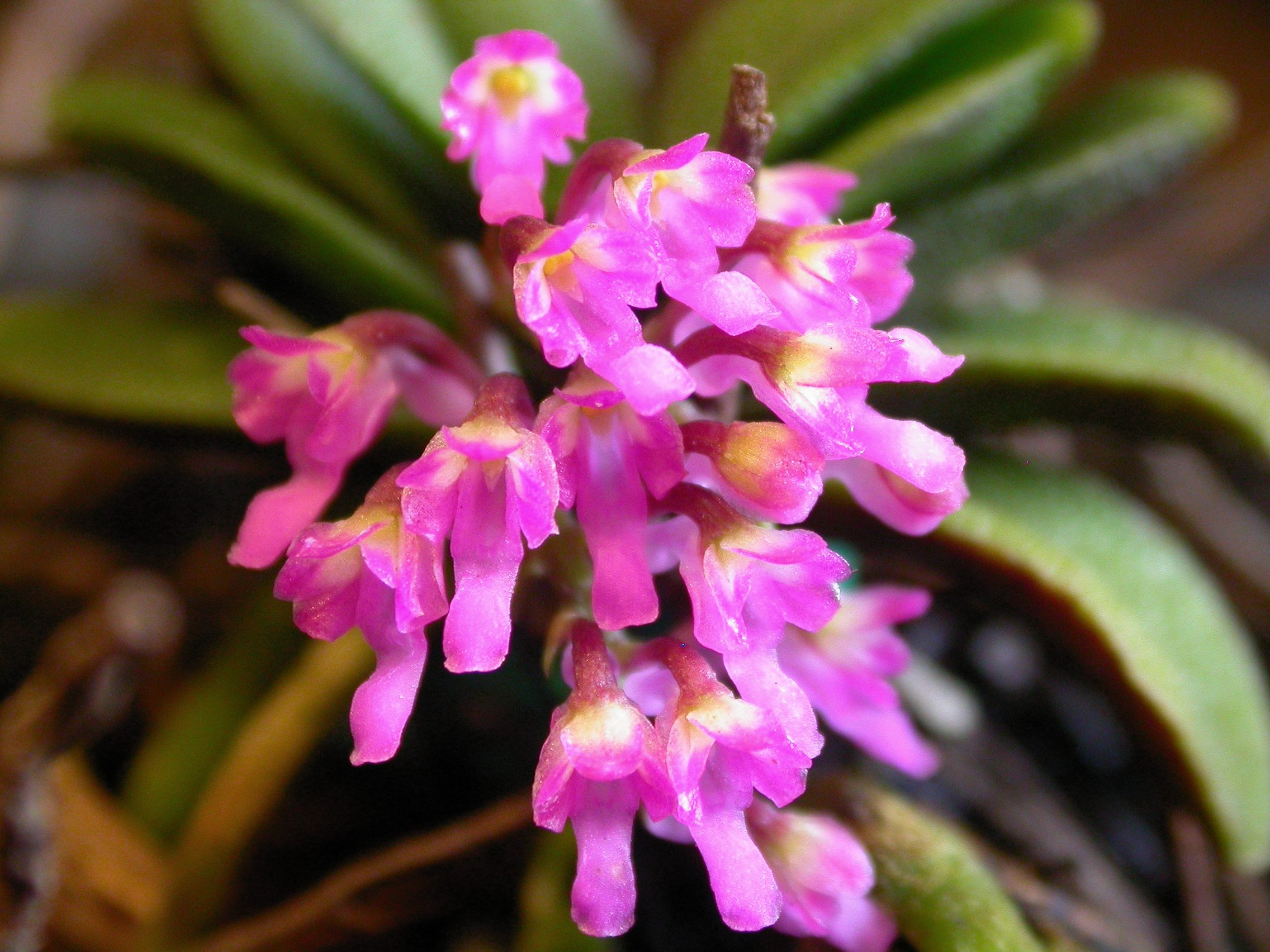
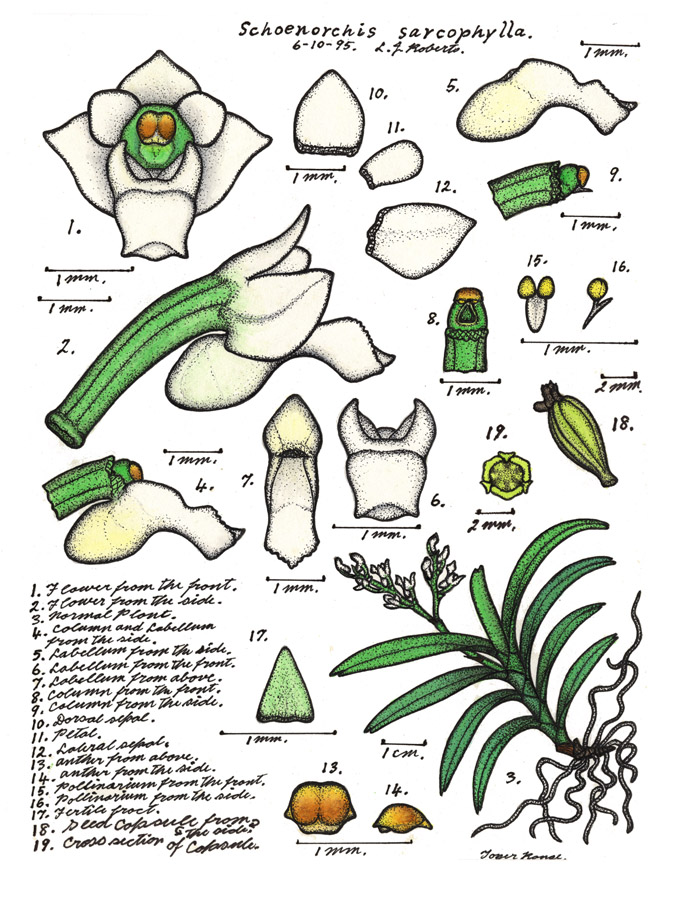
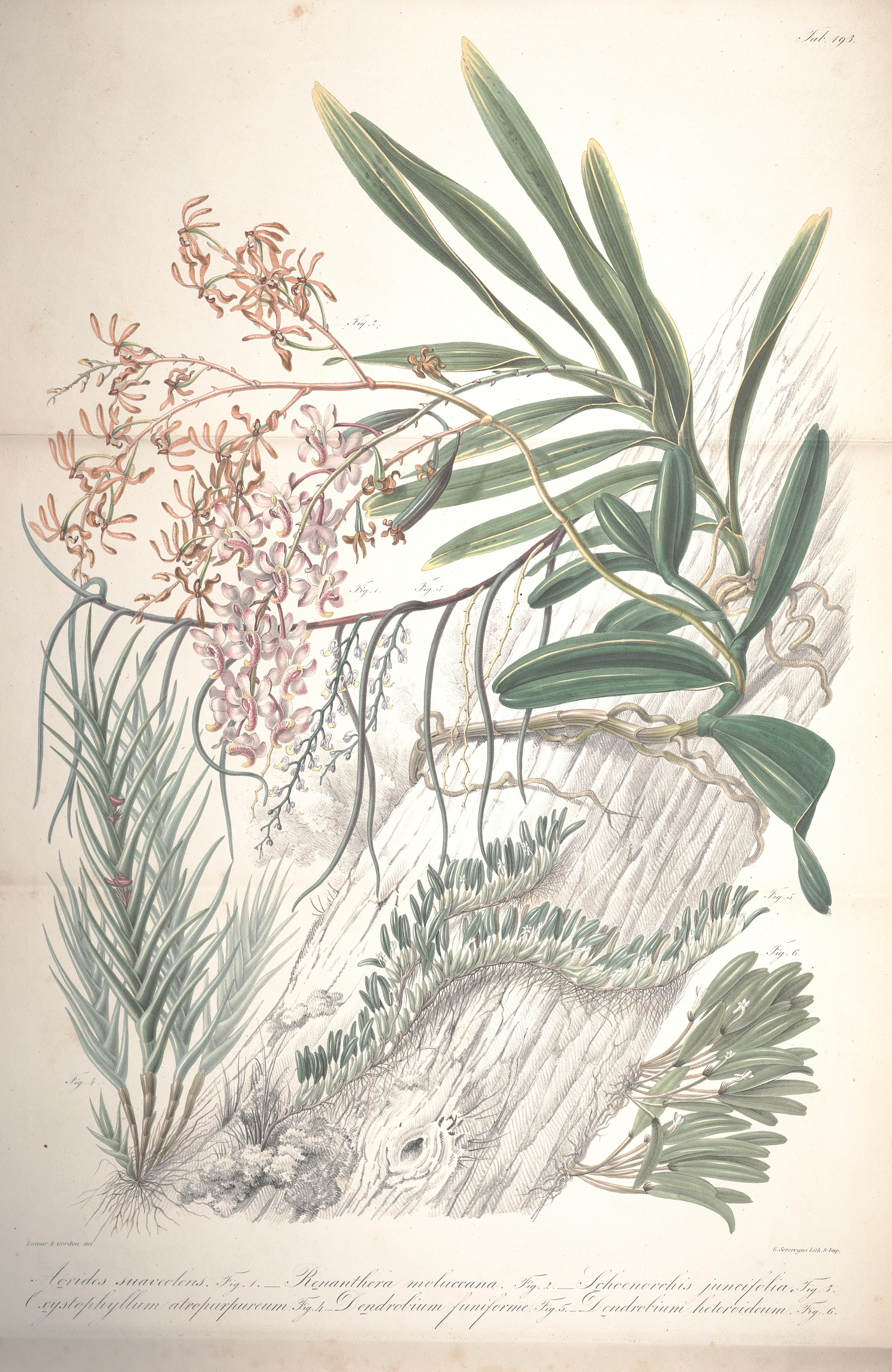